# Котушка (фільм)
«Котушка» (англ. Tapeheads) — фільм режисера Білла Фішмана.

## Сюжет
Головні герої стрічки, Іван Алексєєв та Джош Тейгер, втративши роботу охоронців, вирішують піти в шоу-бізнес: відкривають власну кінокомпанію «Video Aces», запускають ролик задля реклами, намагаються відродити соул-дует 70-х «The Swanky Modes», — кумирів їхнього дитинства, — і беруть інші замовлення.
Та одного разу, фільмуючи кліп для одного рок-гурту, друзяки випадково отримують касету з записом коханини кандидата в президенти, а відтак ця касета замість кліпу рокерів потрапляє на телебачення…

## В ролях
- Тім Роббінс — Джош Тейгер
- Джон К'юсак — Іван Алексєєв
- Мері Кросбі — Саманта Грегорі
- Клу Гулагер — Норман Март
- Кеті Бойер — Белінда Март
- Дон Корнеліус — Мо Фузз
- Джессіка Волтер — Кей Март
- Лі Аренберг — Нортон

## Додаткові факти
- У фільмі також показалася в камео Кортні Лав[1].

## Виноски
1. ↑  Полный список актёров [Архівовано 5 квітня 2015 у Wayback Machine.] на сайте Internet Movie Database